# Ermita de Santa Ana (Catí)
La ermita de Santa Ana de Catí (Alto Maestrazgo) es un edificio religioso situado a medio kilómetro del núcleo principal del municipio de Catí, España, en el camino a la ermita de la Virgen de Avellá. Del siglo XV, se considera la ermita de mayor antigüedad de Catí.

## Edificio
El edificio consta de un solo cuerpo con tres arcos, de regulares dimensiones, con coro y altar mayor. Fue director de la obra Arnaldo Pedro, cantero de Forcall, quien puso la primera piedra el 29 de agosto de 1441. En 1618 Pedro del Sol hace la capilla mayor y en 1708 Miquel Blasco arregló los muros y realizó el coro. 
El exterior presenta una fachada sobria con puerta de acceso con arco de medio punto de grandes dovelas. Tiene porche 
delantero con techo de madera y banco adosado. Se trata de una construcción esencialmente de masonería. En cuanto al interior es de una 
sola nave con tres tramos de regulares dimensiones atravesados por arcos góticos 
apuntados que descansan sobre fuertes pilares. Un arco de medio punto comunica con el presbiterio cubierto 
con bóveda de crucería, rematando el punto de intersección con una pequeña clave. Conserva una altar neoclásico. El techo es a doble vertiente de madera. Sobre la puerta de entrada hay un rosetón. Las pinturas murales del presbiterio son del siglo XVIII de grotescos.